# وزارة التجارة (الصين)
وزارة التجارة في جمهورية الصين الشعبية (بالصينية: 中华人民共和国商务部) هي وزارة في الحكومة الصينية مسؤولة عن صياغة سياسة التجارة الخارجية وأنظمة التصدير والاستيراد والاستثمارات الأجنبية المباشرة وحماية المستهلك والمنافسة في السوق والتفاوض بشأن الاتفاقات التجارية الثنائية والمتعددة الأطراف. وهي مسؤولة عن إدارة التجارة الخارجية وفقًا لقانون التجارة الخارجية.

## وصلات خارجية
- الموقع الرسمي لوزارة التجارة بجمهورية الصين الشعبية